# 日種
日種または日種族（にっしゅ、サンスクリット: सूर्यवंश sūryavaṃśa スーリヤ・ヴァンシャ）とは、インドの王族である。伝説のアヨーディヤー王イクシュヴァーク（甘蔗王）を始祖とする。プラーナ文献において、古代インドの王家はほとんどが日種と月種のいずれかの系統に整理された。

## 伝承

### アヨーディヤー王朝
プラーナ文献によれば、初代アヨーディヤー王イクシュヴァークは太陽神ヴィヴァスヴァットの孫にあたり、その子孫は太陽の一族すなわち日種と呼ばれる。イクシュヴァークの子孫はインド全体にひろがって王となったと伝えられる。
『ラーマーヤナ』の主要な人物であるラーマやシーターらもイクシュヴァークの末裔であり、本文中の2か所にブラフマーからラーマに到る系図が記されているが、プラーナ文献の記すところとは大きく異なる。プラーナではイクシュヴァークからラーマまでは63代ほどあるが、『ラーマーヤナ』では35代ほどしかない。その記すところは以下のようである。
- ブラフマー - マリーチ - カシュヤパ - ヴィヴァスヴァット - マヌ -
- イクシュヴァーク - ククシ - ヴィククシ - バーナ - アナラニヤ -
- プリトゥ - トリシャンク（英語版） - ドゥンドゥマーラ - ユヴァナーシュヴァ - マーンダータ -
- スサンディ - ドルヴァサンディ - バラタ - アシタ - サガラ -
- アサマンジャ - アンシュマン（英語版） - ディリーパ（英語版） - バギーラタ - カクツタ -
- ラグ（英語版） - カルマーシャパーダ[4] - シャンカナ - スダルシャナ - アグニヴァルナ -
- シーグラガ - マル - プラシュシュルカ - アンバリーシャ - ナフシャ -
- ナーバーガ - アジャ - ダシャラタ（英語版） - ラーマ

『マハーバーラタ』の主要人物は月種のクル族だが、第3巻には日種のバギーラタによって天上にあったガンガー（ガンジス川）が地上へ降下した話が見える（106-109節、同じ話は『ラーマーヤナ』にも見える）。同巻にはまた日種のクヴァラーシュヴァがドゥンドゥというアスラを倒してドゥンドゥマラと呼ばれた挿話が見られる（200-203節）。後者にはイクシュヴァークからクヴァラーシュヴァの子のドリダーシュヴァまでの系図が見られるが、こちらはプラーナのものとおおむね一致する。
カーリダーサの叙事詩『ラグ・ヴァンシャ』もディリーパ以降のイクシュヴァーク王朝の歴史について記している。

### その他の王朝
プラーナ文献によれば、イクシュヴァークの子のひとりであるニミ（ネーミ）によってヴィデーハ王朝が開かれた。首都はミティラーにあった。
イクシュヴァークの弟のナーバーネーディシュタの子孫からヴィシャーラ王が出て、ヴァイシャーリーを首都として王朝を立てた。
別な弟のシャリヤーティ王はドヴァーラカーに王朝を立てた。
釈迦族も日種と伝えられる。
『カルパ・スートラ』によればジャイナ教の24人のティールタンカラはすべてイクシュヴァークの一族の出身であったという。